# Robert FitzPayn
Robert FitzPayn (* um 1321; † 21. Mai 1393) war ein englischer Adliger.
Robert FitzPayn wurde als Robert de Grey als jüngerer Sohn von Sir Richard de Grey und dessen Frau Joan FitzPayn geboren. Nach dem Tod seines Vaters 1335 erbte sein älterer Bruder John de Grey die Besitzungen seines Vaters in Derbyshire. 1354 erbte Grey nach dem Tod von Sir Robert FitzPayn, 2. Baron FitzPayn, einem seiner Onkel mütterlicherseits einen Teil von dessen Gütern in Südwestengland, weshalb er den Namen FitzPayn annahm. Zu diesem Erbe gehörten Güter in Cary Fitzpaine, Staple Fitzpaine und Cheddon Fitzpaine in Somerset sowie in Wraxall in Dorset. Während des Hundertjährigen Kriegs nahm er 1359 am Feldzug von König Eduard III. nach Reims teil. 
Robert heiratete zwischen dem 16. August 1351 und dem 16. Oktober 1354 Elizabeth de Brian, eine Tochter von Guy Brian, 1. Baron Brian. Mit ihr hatte er eine Tochter, die seine Erbin wurde:
- Isabel Fitzpayn (um 1364–1394) ⚭ Richard de Poynings, 3. Baron Poynings